# Jason Dolley
Jason Scott Dolley (Simi Valley, 5 juli 1991) is een Amerikaans acteur.
Dolley's eerste rol was die in de geprezen korte film Chasing Daylight (2004). Niet veel later kreeg hij tot 2005 een vaste rol in de televisieserie Complete Savages.
Nadat in 2006 de onbekende film Saving Shiloh werd uitgebracht, kreeg hij rollen bij verschillende Disney Channel-series zoals Good Luck charlie en -films. Zo was hij naast Kay en Danielle Panabaker te zien in Read It and Weep. In januari 2007 kreeg hij een rol in spin-off van That's So Raven, Cory in the House.
In 2007 was hij te zien zijn in de film The Air I Breathe. In 2008 kreeg Dolley een hoofdrol als Virgil Fox in de Disney Channel-film Minutemen.
In 2009 kreeg Dolley ook de hoofdrol Pete Ivey in de Disney Channel-film Hatching Pete.

## Televisie
| 2005 | Complete Savages  | T.J. Savage     | Jongste uit een gezin van 5 jongens                                           |                      |          |                                  |
| 2007 | Cory in the House | Newt Livingston | Newt is een vriend van Cory Baxter                                            | Disney Channel Games | Zichzelf | Kandidaat Cyclones (groene team) |
| 2010 | Good Luck Charlie | PJ Duncan       | PJ is de broer van Teddy, Gabe, Charlie en Toby die net een nieuwe Duncan is. |                      |          |                                  |

## Filmografie
| Jaar | Titel                              | Rol                                                                      | Opmerkingen |
| ---- | ---------------------------------- | ------------------------------------------------------------------------ | ----------- |
| 2004 | Chasing Daylight                   | Dylan Fox                                                                |             |
| 2006 | Saving Shiloh                      | Marty Preston                                                            |             |
| 2007 | The Air I Breathe                  | Young Pleasure                                                           |             |
| 2008 | Minutemen                          | Virgil Fox                                                               | Hoofdrol    |
| 2009 | Hatching Pete                      | Pete Ivey                                                                | Hoofdrol    |
| 2011 | Good Luck Charlie, It's Christmas! | PJ Duncan is de broer van Teddy, Gabe, Charlie en Toby de nieuwe Duncan. | Hoofdrol    |